# Liste der Baudenkmale in Porangahau
Die Liste der Baudenkmale in Porangahau umfasst alle vom New Zealand Historic Places Trust (NZHPT) als „Historic Place“ oder „Historic Area“ eingestuften Baudenkmale und Flächendenkmale der neuseeländischen Ortschaft Porangahau. Die Angaben stammen aus dem Register des NZHPT. Die Bezeichnungen der Baudenkmale orientieren sich an diesem Register. In die Liste werden auch bekannte Wahi Tapu (Area), kulturell und religiös bedeutsame Stätten und Gebiete der Māori, aufgenommen. Sie werden jedoch meist nicht publiziert.

| Bild | Bezeichnung                                                                             | Ort        | Anschrift                                 | Beschreibung                   | Bauzeit | Eintrag           | Nummer | Kat. |
| ---- | --------------------------------------------------------------------------------------- | ---------- | ----------------------------------------- | ------------------------------ | ------- | ----------------- | ------ | ---- |
| BW   | Porangahau Station Woolshed                                                             | Porangahau | 5153 Hunter Road Karte (ungenau)          | Schafschur-Schuppen einer Farm | 1876    | 28. Juni 1990     | 0175   | 1    |
| BW   | Porangahau Station Chapel                                                               | Porangahau | 5153 Hunter Road Karte                    | Privatkapelle einer Farm       | n.a.    | 7. April 1983     | 1063   | 2    |
| BW   | St Michael’s Church (Anglican)                                                          | Porangahau | Dundas Street Karte                       | Kirche, anglikanische          | n.a.    | 7. April 1983     | 1064   | 2    |
|      | Tokatea                                                                                 | Porangahau | abseits der Cooks Tooth Road              |                                | n.a.    | 25. Mai 2006      | 7672   | WT   |
|      | Ohinemuhu                                                                               | Porangahau | Te Paerahi                                |                                | n.a.    | 25. Mai 2006      | 7673   | WT   |
|      | Taikura                                                                                 | Porangahau | Blackhead Coast, nahe der Taikura Station |                                | n.a.    | 22. Juni 2006     | 7675   | WT   |
|      | Eparaima                                                                                | Porangahau | Bush Road, RD 2                           |                                | n.a.    | 22. Juni 2006     | 7676   | WT   |
|      | Makaramu Pa                                                                             | Porangahau | 49 Tipene Access Road, Makaramu Farm      |                                | n.a.    | 14. Dezember 2006 | 7687   | WT   |
|      | Te Awakari a Tamanui                                                                    | Porangahau | Cooks Tooth Road                          |                                | n.a.    | 21. Juni 2007     | 7717   | WT   |
|      | Rangitoto                                                                               | Porangahau | Parimahu, Blackhead Road                  |                                | n.a.    | 21. Juni 2007     | 7719   | WT   |
|      | Te Pa o Porangahau                                                                      | Porangahau | Cooks Tooth Road                          |                                | n.a.    | 22. Juli 2007     | 7725   | WT   |
|      | Taumatawhakatangihangakoauauotamateaturipukakapiki- maungahoronukupokaiwhenuakitanatahu | Porangahau | 510 Wimbledon Road                        |                                | n.a.    | 4. Dezember 2008  | 7798   | WT   |
|      | Te Pa o Tuanui                                                                          | Porangahau | Long Range Road, Blackhead                |                                | n.a.    | 25. Juni 2009     | 9283   | WT   |